# 荒井千里
荒井 千里（あらい ちさと、1983年5月27日 - ）は、日本の元アナウンサー。神奈川県横浜市出身。桜美林中学校・高等学校、明治学院大学経済学部経営学科卒業。身長163cm、血液型O型。

## 人物・来歴
大学卒業後、2006年4月に青森朝日放送にアナウンサーとして入社。同局ではいくつかのローカル番組とブロックネット番組を担当していたほか、地上デジタル放送推進大使も務めていた。また、本人がブログで公表しているプロフィールによれば記者も兼務していたとのことである。
その後、2007年10月にテレビ愛知へ移籍。同局では入社直後から数多くのローカル番組を担当し、ミニ番組ながら自身の冠番組までも持っていた。また、青森朝日放送時代と同様に地デジ推進大使も務めていたが、2011年4月1日に放送された『3時のつボッ!』卒業回をもって全ての担当番組を降板し、同年5月末にテレビ愛知を退社した。
退社直後の2011年6月3日、中京テレビの『ラッキー!!』にゲスト出演し、同番組の中で以後はフリーアナウンサーとして活動する旨を公表した。また、同年7月にホリプロに所属したことを同時期に開設したブログを通じて公表。
2010年にテレビ愛知で放送された『みんなで参加!クイズナゴヤのギモン』で共演したことをきっかけに知り合った（ただし、交際開始は2013年に入ってから。）お笑いコンビキャイ〜ンの天野ひろゆきと2014年2月22日に結婚。結婚準備を理由にホリプロを2013年末で辞めたため、天野と天野の所属事務所である浅井企画は公式発表の際に荒井を『元アナウンサー』と称していたが、荒井はこの時点で『テゴマスのらじお』（MBSラジオ）への出演を続けていた。同年4月以降は「天野 千里」名義で引き続き同番組に出演していたが、2014年5月7日の放送中に同日をもって降板することが発表された。
2016年4月に長男（第1子）を出産。夫の天野が同月6日にこの事実を報告した。

## エピソード
- テレビ愛知アナウンサー時代の2008年3月28日、テレビ東京のアナウンサーに代わって『メガスポ!ミニッツ』のキャスターを務めた。これは、テレビ東京労働組合のストライキにより、担当キャスターが番組に出演できなかったためである。
- フリーになった後も、元中京テレビの田岡咲香[4]や元東海テレビの成嶋早穂[5]、メ〜テレの塩尻奈都子と仲が良く、特に田岡と成嶋とはプライベートでも食事に誘ったりすることがある[6][7]。
- 青森朝日放送でアナウンサーデビューしてから、抜群のプロポーションで話題となる。フリー転向後、週刊誌のグラビアに登場した（出版の項参照）。
- 弟がいる[8]。

## 出演履歴

### 青森朝日放送
- ABAニュース
- スーパーJチャンネルABA （気象情報担当・「あおもりラーメン大百科」リポーター）
- フレッシュインフォメーション
- お天気パレット
- 朝だ!生です旅サラダ（青森中継担当）
- 週刊ことばマガジン（東日本放送製作、青森担当）
- TVイーハトーブ 土曜のてっぺん（東日本放送製作、青森担当）
- るくなす（東日本放送製作、青森担当）
- めざせ甲子園

### テレビ愛知
- テレビ愛知イベントくらぶ
- トレびあん
- 速ホゥ! テレビ愛知ローカルパート（リポーター）
- アラ!っち（2007年11月 - 2008年3月、司会）
- ボニータ!ボニータ!! 〜名古屋ガールズコレクション〜（メインアシスタント）
- a-ha-N SP!! MUSIC TRAIN 音鉄♪名古屋線（ナレーター）
- 行け!内山水産 〜あつあつ漁師鍋を食べ尽くす旅〜（2008年1月4日）
- パブ!っち → パブっち! （2008年3月4日・2010年3月23日・2011年3月29日）
- メガスポ!ミニッツ（2008年3月28日、前田海嘉の代理出演）
- 幻の大須球場 〜プロ野球史に刻まれたフィールド・オブ・ドリームス〜（2008年3月29日）
- といろch （2008年4月 - 2010年6月）
- NEWS FINE アイ（リポーター）
- ワールドビジネスサテライト（2008年10月9日・10月10日、「トレンドたまご」リポーター・コーナーリポーター）
- 腰痛119 （2008年11月 - 2009年4月）
- スポーツに夢中!!ユメスポ（2009年4月 - 2010年3月、司会・リポーター）
- 匠の逸品（2009年4月 - 2010年3月、リポーター）
- 世界コスプレサミット2009・2010 （司会）
- みんなで参加!クイズナゴヤのギモン（2010年3月9日・2010年8月24日・2011年3月22日、アシスタント）
- 3時のつボッ! （初代アシスタント）
- トミカヒーロー レスキューファイアー（第40話 アナウンサー役・特別出演）

### フリー転向後
- ラッキー!! （2011年6月3日、中京テレビ、ゲスト出演）
- 飛び出せ!イマドキッ（2011年7月9日 - 10月22日、MBSラジオ、「飛び出せ!イマイイ旅」進行役）
- ぼいすた!生（バナフェス!ラジオ、MC）
- つボイノリオの聞けば聞くほど（2011年8月26日、CBCラジオ、アシスタント代行）
- ごごたま（2012年11月2日 - 、テレ玉、たまリポ+のリポーターで不定期出演）
- 女神ビジュアル（2013年1月9日、NHK BSプレミアム）
- GROOVE LINE Z （J-WAVE）「ラジオゲリラ」リポーター、不定期
- BUSINESS954 （2013年4月 - 9月、TBSラジオ、リポーター）
- オールナイトニッポンR お笑い有楽城（2013年9月28日、ニッポン放送、アシスタント代行）
- テゴマスのらじお（2011年10月26日 - 2014年5月7日、MBSラジオ）アシスタント

### CM
- 永谷園 おとなのふりかけミニ「ふりかけ親方」篇（2013年）

## 出版
- FLASH（2009年5月26日号、特集「地方局美人アナ大追跡!」[9]）
- ビッグコミックスピリッツ（2013年5月27日号、巻頭グラビア[10]）
- 週刊プレイボーイ（2014年1月13日号、グラビア[11]）